# Anomalon floridanum
Anomalon floridanum är en stekelart som beskrevs av Dasch 1984. Anomalon floridanum ingår i släktet Anomalon och familjen brokparasitsteklar. Inga underarter finns listade i Catalogue of Life.